# 'Ndrina Trimboli
I Trimboli sono una 'ndrina originaria di Platì. Si trovano fin dagli anni '70 nel comune di Volpiano, in provincia di Torino, con cui sono alleati dei Marando e degli Agresta, e dagli anni '60 in Australia.

## Storia

### Anni '60 -  Australia
Già negli anni '60 viene citata la sua presenza in territorio australiano in un documento dell'ASIO, in particolare nel Nuovo Galles del Sud.

### Anni '70 e '80 - Il traffico di droga in Australia
Fu coinvolta nel traffico di droga tra gli anni settanta e ottanta in Australia, sotto la guida di Robert Trimboli.

### Anni '90 - Traffico di droga a Volpiano
Nel 1993 a Volpiano viene scoperto un traffico internazionale di droga gestito dalle 'ndrine di Volpiano che coinvolgeva anche la malavita turca, criminali portoghesi e pachistani.
Nel 1995 viene arrestato a Platì Natale Trimboli, cognato di Pasquale Marando.

### Anni 2000 - L'operazione Igres, Revenge 2 e l'arresto di Rocco e Saverio Trimboli
- Il 10 ottobre 2001 viene arrestato Rocco Trimboli insieme a Pasquale Barbaro, viene poi scarcerato nel 2003 per essere ricercato di nuovo 7 anni dopo, dal maggio 2010 si dà nuovamente alla latitanza[3].
- Nel gennaio 2002 con l'operazione Igres vengono arrestati 12 persone tra cui membri dei Marando-Trimboli-Barbaro accusati di traffico di droga. Erano coinvolti anche boss di Cosa Nostra e Roberto Pannunzi[4].
- Il 12 febbraio 2010, dopo 16 anni di latitanza viene arrestato Saverio Trimboli, tra i 100 latitanti più pericolosi, accusato fin dal 1994 di associazione a delinquere per traffico di droga. In passato era sfuggito già due volte alla cattura[5][6].
- Il 9 giugno 2010 con l'operazione Revenge 2 la DIA esegue 11 arresti a presunti esponenti dei Trimboli, Perre e Marando, di cui scoprono anche 5 bunker. Sono accusati di aver ucciso Antonio Stefanelli, Antonino Stefanelli e Franco Mancuso e di riciclaccio di denaro[7].
- Il 19 novembre 2010 viene arrestato Pasquale Barbaro (1977), latitante dal 2009[8].

### Oggi - L'arresto di Natale Trimboli e il nuovo arresto di Rocco Trimboli
- Il 24 aprile 2012 viene arrestato il latitante Rocco Trimboli inserito nell'elenco dei 100 latitanti più pericolosi del Ministero dell'Interno, già condannato per traffico di stupefacenti nell'operazione Riace di cui deve ancora scontare 11 anni e per l'operazione Minotauro del 2011 in cui è accusato di associazione mafiosa[3].
- Il 26 aprile 2013 viene arrestato a Medellín, in Colombia, il narcotrafficante Domenico Trimboli, nato a Buenos Aires (Argentina; ma originario di Natile di Careri) e latitante dal 2009, già condannato a 12 anni di carcere[9]. All'udienza del tribunale di Alessandria nel 2015 decide di diventare collaboratore di giustizia. Era in contatto con il narcotrafficante Roberto Pannunzi, con le cosche della ionica reggina, la Camorra e Cosa Nostra nonché col narcotrafficante Nelson Ybara Ramirez, di cui ha sposato la figlia[10][11].
- Inchiesta Minotauro: nel gennaio 2015 viene arrestato il latitante Natale Trimboli (ritenuto un santista di Volpiano) assieme ai fiancheggiatori Natale Altomonte, Santo Surace e Carmine Luci[12].

## Esponenti di spicco
- Saverio Trimboli (Platì, 5 agosto 1974), latitante dal 1994 e arrestato il 13 febbraio 2010 è condannato a 20 Anni il 02.07.2021 per accusa di omicidio di Pasqualino Marando.[13].
- Domenico Trimboli (1955)
- Domenico Trimboli detto Pasquale (Buenos Aires - 1954).
- Robert Trimboli (1931 - 1987), capobastone australiano.
- Rocco Trimboli (1967) detto Piseia, viene arrestato il 10 ottobre 2001 insieme a Pasquale Barbaro e liberato nel 2003; latitante dal maggio 2010, viene nuovamente arrestato a Casignana il 24 aprile 2012. Fu anche coinvolto nell'operazione piemontese delle forze dell'ordine Minotauro[3].
- Domenico Trimboli (1974), detto u Murruni, sposato con una donna dei Papalia[14].
- Natale Trimboli (1956), dote di santista nella locale di Volpiano[15], fu condannato a 8 anni di carcere per traffico di armi e di droga. Oggi vive a Zelo Surrigone[14].